# Várady József (politikus)
Várady József (Krizovljangrad, 1883 – ?) magyar földbirtokos, országgyűlési képviselő.

## Élete
1883-ban született a mai Horvátországhoz tartozó, akkor Varasd vármegyei Krizovljangradon, római katolikus vallásban. Középiskoláit Veszprémben végezte el, majd a budapesti egyetem jogi karán tanult tovább, ott szerzett diplomát is. Később a hallei és a berlini egyetemeken mezőgazdasági tanulmányokat is folytatott.
Tanulmányainak befejezését követően Pest vármegyei birtokán kezdett gazdálkodni; ugyanabban az időszakban már bekapcsolódott a vármegyei közéletbe is. Az első világháború idején, 1914 augusztusától katonai szolgálatot teljesített; harcolt orosz, román és olasz hadszíntereken is. Rendfokozata eleinte hadnagy volt, később főhadnagyként segédtiszti és parancsőrtiszti beosztásokban volt magasabb szintű parancsnokságoknál.
A háború évei alatt egyszer sebesült; 1918-ban századosként szerelt le. Katonai érdemeiért elnyerte a III. osztályú katonai érdemkeresztet és a Signum Laudis két változatát is.
1919-től egészen a második világháború időszakáig, mint pátyi lakos, tagja volt Pest vármegye törvényhatósági bizottságának. Elnöki tisztséget töltött be a járási mezőgazda bizottság élén; tagja volt az Országos Kaszinónak és az Országos Magyar Gazdasági Egyesületnek is.
1935-ben megválasztották a Nemzeti Egység Pártjában (NEP) a pesthidegkúti székhelyű Budakörnyéki választókerület szervezetének elnökévé. 1939-ben a választókerület NEP-jelöltjeként a képviselőház tagjává is megválasztották. 1944 utáni sorsa nem ismert.